# Campionati statunitensi di sci alpino 2005
I Campionati statunitensi di sci alpino 2005 si sono svolti a Mammoth Mountain dal 1º al 5 aprile. Il programma ha incluso gare di discesa libera, supergigante, slalom gigante, slalom speciale e combinata, tutte sia maschili sia femminili.
Trattandosi di competizioni valide anche ai fini del punteggio FIS, vi hanno partecipato anche sciatori di altre federazioni, senza che questo consentisse loro di concorrere al titolo nazionale statunitense.

## Risultati

### Uomini

#### Discesa libera
| Pos. | Atleta               | Nazione     | Tempo   |
| ---- | -------------------- | ----------- | ------- |
| 1    | Steven Nyman         | Stati Uniti | 1:29,81 |
| 2    | Justin Johnson       | Stati Uniti | 1:29,89 |
| 3    | John Kucera          | Canada      | 1:30,48 |
| 4    | Christopher Beckmann | Stati Uniti | 1:30,84 |
| 5    | Scott Macartney      | Stati Uniti | 1:31,07 |
| 6    | Jakub Fiala          | Stati Uniti | 1:31,16 |
| 7    | Wade Bishop          | Stati Uniti | 1:31,60 |
| 8    | Bode Miller          | Stati Uniti | 1:31,61 |
| 9    | Daron Rahlves        | Stati Uniti | 1:31,64 |
| 10   | Gareth Sine          | Stati Uniti | 1:32,14 |

Data: 1º aprile

#### Supergigante
| Pos. | Atleta          | Nazione     | Tempo   |
| ---- | --------------- | ----------- | ------- |
| 1    | Daron Rahlves   | Stati Uniti | 1:16,63 |
| 2    | John Kucera     | Canada      | 1:17,51 |
| 3    | Bode Miller     | Stati Uniti | 1:17,56 |
| 4    | Dane Spencer    | Stati Uniti | 1:18,12 |
| 5    | Jakub Fiala     | Stati Uniti | 1:18,18 |
| 6    | Erik Fisher     | Stati Uniti | 1:18,20 |
| 7    | Scott Macartney | Stati Uniti | 1:18,21 |
| 8    | Gareth Sine     | Canada      | 1:18,28 |
| 9    | Steven Nyman    | Stati Uniti | 1:18,47 |
| 10   | Erik Schlopy    | Stati Uniti | 1:18,60 |

Data: 2 aprile

#### Slalom gigante
| Pos. | Atleta          | Nazione     | Tempo   |
| ---- | --------------- | ----------- | ------- |
| 1    | Erik Schlopy    | Stati Uniti | 2:42,33 |
| 2    | Dane Spencer    | Stati Uniti | 2:44,33 |
| 3    | Evan Weiss      | Stati Uniti | 2:45,32 |
| 4    | Tom Rothrock    | Stati Uniti | 2:45,34 |
| 5    | Jake Zamansky   | Stati Uniti | 2:45,46 |
| 6    | Brad Spence     | Canada      | 2:46,23 |
| 7    | Tim Kelley      | Stati Uniti | 2:46,44 |
| 8    | Scott Macartney | Stati Uniti | 2:46,59 |
| 9    | Steven Nyman    | Stati Uniti | 2:46,63 |
| 10   | Chip Knight     | Stati Uniti | 2:46,80 |

Data: 5 aprile

#### Slalom speciale
| Pos. | Atleta           | Nazione     | Tempo   |
| ---- | ---------------- | ----------- | ------- |
| 1    | Ted Ligety       | Stati Uniti | 1:37,54 |
| 2    | Jimmy Cochran    | Stati Uniti | 1:39,26 |
| 3    | Brad Spence      | Canada      | 1:40,21 |
| 4    | Andrew Weibrecht | Stati Uniti | 1:40,42 |
| 5    | Steven Nyman     | Stati Uniti | 1:40,44 |
| 6    | Adam Cole        | Stati Uniti | 1:40,72 |
| 7    | Stefan Hughes    | Stati Uniti | 1:40,75 |
| 8    | Carl Rixon       | Stati Uniti | 1:40,80 |
| 9    | Michael Tichy    | Canada      | 1:41,00 |
| 10   | Scott Kennison   | Stati Uniti | 1:41,08 |

Data: 3 aprile

#### Combinata
| Pos. | Atleta     | Nazione     |
| ---- | ---------- | ----------- |
| 1    | Ted Ligety | Stati Uniti |
| 2    | ?          | ?           |
| 3    | ?          | ?           |

### Donne

#### Discesa libera
| Pos. | Atleta          | Nazione     | Tempo   |
| ---- | --------------- | ----------- | ------- |
| 1    | Jonna Mendes    | Stati Uniti | 1:33,32 |
| 2    | Caroline Lalive | Stati Uniti | 1:34,33 |
| 2    | Julia Mancuso   | Stati Uniti | 1:34,33 |
| 4    | Lindsey Vonn    | Stati Uniti | 1:34,40 |
| 5    | Bryna McCarty   | Stati Uniti | 1:34,67 |
| 6    | Sherry Lawrence | Canada      | 1:35,24 |
| 7    | Shona Rubens    | Canada      | 1:35,48 |
| 8    | Allison Forsyth | Canada      | 1:35,59 |
| 9    | Stacey Cook     | Stati Uniti | 1:35,69 |
| 9    | Chirine Njeim   | Libano      | 1:35,69 |

Data: 1º aprile

#### Supergigante
| Pos. | Atleta            | Nazione     | Tempo   |
| ---- | ----------------- | ----------- | ------- |
| 1    | Bryna McCarty     | Stati Uniti | 1:22,44 |
| 2    | Julia Mancuso     | Stati Uniti | 1:22,65 |
| 3    | Allison Forsyth   | Canada      | 1:22,66 |
| 4    | Kirsten Clark     | Stati Uniti | 1:22,93 |
| 5    | Kaylin Richardson | Stati Uniti | 1:23,34 |
| 6    | Stacey Cook       | Stati Uniti | 1:23,60 |
| 7    | Sarah Schleper    | Stati Uniti | 1:23,72 |
| 8    | Kristina Koznick  | Stati Uniti | 1:23,86 |
| 9    | Lindsey Vonn      | Stati Uniti | 1:24,17 |
| 10   | Jonna Mendes      | Stati Uniti | 1:24,22 |

Data: 2 aprile

#### Slalom gigante
| Pos. | Atleta           | Nazione     | Tempo   |
| ---- | ---------------- | ----------- | ------- |
| 1    | Julia Mancuso    | Stati Uniti | 2:53,46 |
| 2    | Allison Forsyth  | Canada      | 2:54,70 |
| 3    | Kristina Koznick | Stati Uniti | 2:54,90 |
| 4    | Lindsey Vonn     | Stati Uniti | 2:55,08 |
| 5    | Bryna McCarty    | Stati Uniti | 2:55,32 |
| 6    | Shona Rubens     | Canada      | 2:55,60 |
| 7    | Jonna Mendes     | Stati Uniti | 2:55,80 |
| 8    | Kirsten Clark    | Stati Uniti | 2:56,11 |
| 9    | Stacey Cook      | Stati Uniti | 2:56,24 |
| 10   | Julia Littman    | Stati Uniti | 2:56,61 |

Data: 4 aprile

#### Slalom speciale
| Pos. | Atleta           | Nazione     | Tempo   |
| ---- | ---------------- | ----------- | ------- |
| 1    | Sarah Schleper   | Stati Uniti | 1:49,20 |
| 2    | Kristina Koznick | Stati Uniti | 1:49,39 |
| 3    | Julia Mancuso    | Stati Uniti | 1:50,55 |
| 4    | Katie Hitchcock  | Stati Uniti | 1:51,05 |
| 5    | Jessica Kelley   | Stati Uniti | 1:51,63 |
| 6    | Courtney Hammond | Stati Uniti | 1:52,77 |
| 7    | Lindsay Cone     | Stati Uniti | 1:52,97 |
| 8    | Chelsea Marshall | Stati Uniti | 1:53,07 |
| 9    | Sterling Grant   | Stati Uniti | 1:56,46 |
| 10   | Kiley Staples    | Stati Uniti | 1:53,79 |

Data: 3 aprile

#### Combinata
| Pos. | Atleta        | Nazione     |
| ---- | ------------- | ----------- |
| 1    | Julia Mancuso | Stati Uniti |
| 2    | ?             | ?           |
| 3    | ?             | ?           |